# پاساژگردها
پاساژگردها (به انگلیسی: Mallrats) فیلمی آمریکایی محصول ۱۹۹۵ در سبک کمدی رمانتیک به نویسندگی و کارگردانی کوین اسمیت با بازی جیسون لی است.
پاساژگردها فیلمی ۹۴ دقیقه‌ای در ژانر فیلم زوج هنری است که در سال ۱۹۹۵ به نویسندگی و کارگردانی کوین اسمیت ساخته شد و جیسون لی، جرملی لندن، شانن دوهرتی، کلر فورلانی، پریسیلا بارنز و مایکل روکر در آن ایفای نقش کرده‌اند. این فیلم دومین اثر در ویو اسکیونیورس است که پس از فیلم «فروشنده‌ها» در سال ۱۹۹۴ ساخته شد.
مانند دیگر آثار اسکیونیورس، شخصیت‌های جی و باب ساکت در این فیلم حضور پررنگی دارند و به شخصیت‌ها و رویدادهای دیگر فیلم‌های این جهان سینمایی اشاره می‌شود. شماری از بازیگران این فیلم از جمله لی، بن افلک و جوی لورن آدامز بعدها در آثار دیگری از اسمیت نیز ظاهر شدند. استن لی، چهره برجسته دنیای کمیک، در این فیلم ظاهر می‌شود، همچنین برایان اوهالوران، بازیگر اصلی فیلم «فروشنده‌ها» نیز در آن حضور دارد.
در مارس ۲۰۱۵ ساخت دنباله‌ای با عنوان «MallBrats» (بچه‌پاساژی‌ها، بچه‌نُنُرهای پاساژ) اعلام شد. سال بعد این پروژه به‌عنوان یک مجموعهٔ تلویزیونی مطرح شد، اما در فوریه ۲۰۱۷، اسمیت اعلام کرد که نتوانسته این مجموعه را به شبکه‌ای بفروشد. در ژانویه ۲۰۲۰، اسمیت خبر داد که روند تولید دنبالهٔ سینمایی از نو آغاز شده و این بار با عنوان «غروب پاساژگردها» (Twilight of the Mallrats).
از این فیلم دو نسخه منتشر شده است: یک نسخهٔ اکران سینمایی و یک نسخهٔ بلندتر. نسخهٔ سینمایی در مجموع دارای ۱۰۰ تفاوت با نسخهٔ بلند است.

## داستان
دانشجوی کالج، تی.اس. کوئینت، آمادهٔ سفر به یونیورسال استودیوز فلوریدا در اورلاندو با برندی سوِنینگ است و قصد دارد در این سفر به او پیشنهاد ازدواج بدهد؛ اما برندی به او می‌گوید که نمی‌تواند همراهش بیاید، زیرا داوطلب شده تا جای شرکت‌کننده‌ای که به‌دلیل ترکیدن آمبولی مغزی‌اش هنگام شنا در باشگاه وای. ام.سی. ای (پس از شنیدن نظری از تی. اس دربارهٔ وزنش) مرده، در برنامهٔ تلویزیونی «راست یا قرار» (Truth or Date) شرکت کند. برندی و تی. اس دربارهٔ مسئولیت‌پذیری بحث کرده و از هم جدا می‌شوند. تی.اس. نزد بهترین دوستش برودی بروس می‌رود که به‌تازگی از طرف نامزدش، رنه، ترک شده و پیشنهاد می‌کند برای فرار از غم، به پاساژ محلی بروند.
آن‌دو متوجه می‌شوند که برنامهٔ «راست یا قرار» در همان پاساژ ضبط می‌شود، و این را از دوستشان ویلیام می‌فهمند که در تمام مدت سعی دارد تصویر یک قایق بادبانی را در پوستر «چشم جادویی» ببیند. تی. اس و برودی از جی و باب ساکت می‌خواهند صحنهٔ برنامه را نابود کنند، و آن‌دو چند طرح پیچیده و البته ناکارآمد اجرا می‌کنند. در ادامه، تی. اس و برودی با تریشیا جونز، دانش‌آموز ۱۵ ساله‌ای آشنا می‌شوند که در حال نوشتن کتابی دربارهٔ میل جنسی مردان ۱۴ تا ۳۰ سال است و برای این منظور با مردان مختلف رابطه برقرار کرده و همه را فیلم‌برداری می‌کند. او افشا می‌کند که شب گذشته با شانون همیلتون، مدیر ۲۵ ساله یک فروشگاه لباس که از برودی به‌خاطر «بی‌برنامگی خرید» بیزار است، رابطه داشته.
برودی سپس می‌فهمد که رنه با شانون وارد رابطه شده است. او رنه را رو در رو می‌کند و پس از گفت‌وگو، در آسانسور با هم رابطه برقرار می‌کنند. برودی سپس به‌دست شانون ربوده و کتک زده می‌شود. شانون قصد دارد با رنه رابطهٔ مقعدی برقرار کند. جی و باب ساکت، که به‌اشتباه فکر می‌کنند خرگوش عید پاک پاساژ به برودی حمله کرده، به او حمله‌ور می‌شوند.
پدر برندی، جرد، باعث می‌شود برودی و تی. اس به اتهام دروغین حمل مواد مخدر بازداشت شوند. جی و باب ساکت آن‌دو را نجات می‌دهند و در بازار دست‌دوم‌فروشی مخفی می‌شوند. آنجا با ایوانا، فال‌گیر نیمه‌برهنه‌ای با سه نوک سینه مواجه می‌شوند که در امور عاشقانه به آن‌دو مشاوره می‌دهد. درحالی‌که برودی ناراحت است، تی. اس به سخنان او توجه می‌کند و تصمیم می‌گیرد دل برندی را به‌دست‌آورد. آن‌دو به پاساژ بازمی‌گردند.
پیش از شروع برنامه، برودی با استن لی، افسانهٔ مارول کامیکس، ملاقات می‌کند و از او در زمینهٔ عشق مشاوره می‌گیرد. سپس از تریشیا می‌خواهد فیلم رابطه‌اش با شانون را برایش بیاورد. تی. اس نیز از جی می‌خواهد دو شرکت‌کنندهٔ برنامه را مست کند تا خودش و برودی جای آن‌ها را بگیرند.
در جریان برنامه، برندی صدای تی. اس و برودی را می‌شناسد و مشاجره‌ای در برنامه شکل می‌گیرد. برودی توضیح می‌دهد که تی. اس تمام روز را صرف تلاش برای بازگرداندن عشق برندی کرده و تی. اس در نهایت به برندی پیشنهاد ازدواج می‌دهد و او می‌پذیرد. پس از پایان برنامه و با حضور پلیس برای بازداشت برودی و تی. اس، باب ساکت فیلم رابطهٔ شانون و تریشیا را پخش می‌کند و این منجر به بازداشت شانون به اتهام تجاوز قانونی می‌شود. در نسخهٔ بلند فیلم، جرد نیز به‌خاطر ۱۹ مورد تخلف از مقررات کمیسیون فدرال ارتباطات و پخش تصاویر مستهجن در مکان عمومی بازداشت می‌شود. در نتیجه، برودی و رنه دوباره به هم بازمی‌گردند.
در پایان داستان، مشخص می‌شود که تی. اس با برندای در یونیورسال استودیوز و در حالی‌که سوار وسیلۀ هیجانی «آرواره‌ها» هستند ازدواج می‌کند، کتاب تریشا پرفروش می‌شود، شانون به زندان می‌افتد (و بعدتر مورد تجاوز قرار می‌گیرد)، ویلیام سرانجام قایق بادبانی را می‌بیند، برودی مجری برنامهٔ «تونایت شو» می‌شود (با رنه به‌عنوان رهبر گروه موسیقی برنامه)، و جی و باب ساکت یک اورانگوتان به نام سوزان به دست می‌آورند.

## بازیگران
- شانن دوهرتی در نقش رنه موزیر
- جرملی لندن در نقش تی.اس. کوئینت
- جیسون لی (بازیگر) در نقش برودی بروس
- کلر فورلانی در نقش برندی سوِنینگ
- پریسیلا بارنز در نقش خانم ایوانا
- مایکل روکر در نقش جرد سوِنینگ
- بن افلک در نقش شانون همیلتون
- جوی لورن آدامز در نقش گوئن ترنر
- رنه هامفری در نقش تریشیا جونز
- جیسون موس در نقش جی
- کوین اسمیت در نقش باب ساکت
- اتان سوپلی در نقش ویلیام
- استن لی در نقش خودش
- الیزابت اشلی (در نسخهٔ بلند) در نقش فرماندار دالتون
- اسون-اوله تورسن در نقش لافورس
- اسکات موژر در نقش رادی
- والت فلانگن در نقش والت «فن‌بوی» گروور
- برایان جانسون در نقش استیو-دیوی پولاستی
- برایان اوهالوران در نقش گیل هیکس، خواستگار شمارهٔ ۳
- آرت جیمز در نقش باب سامرز، مجری برنامهٔ راست یا قرار

## تولید
پس از موفقیت فیلم مستقل فروشنده‌ها، نویسنده و کارگردان کوین اسمیت همراه با دوست و تهیه‌کننده‌اش اسکات موژر ساخت دومین فیلم خود را آغاز کردند. پس از نمایش فیلم فروشنده‌ها ، تهیه‌کننده جیمز جکس به آن‌ها پیشنهاد ساخت فیلمی جدید برای یونیورسال پیکچرز را داد. اسمیت به‌سرعت فیلمنامهٔ فیلم جدید را نوشت و روند انتخاب بازیگران آغاز شد.
جرملی لندن، بازیگری با سابقهٔ حضور در چند فیلم و سریال تلویزیونی، برای نقش تی. اس انتخاب شد. هنری توماس نیز از گزینه‌های نهایی این نقش بود. شانن دوهرتی در آن زمان مشهورترین بازیگر گروه بود که در چند فیلم و سریال موفق از جمله بورلی هیلز، ۹۰۲۱۰ ایفای نقش کرده بود. جیسون لی که هیچ تجربهٔ بازیگری نداشت و پیش‌تر اسکیت‌باز حرفه‌ای بود، برای نقش برودی بروس انتخاب شد؛ آدام سندلر و استیو زان از گزینه‌های نهایی این نقش بودند. بن افلک که آن زمان چندان شناخته‌شده نبود، در نقش شانون همیلتون بازی کرد. جوی لورن آدامز در نقش گوئن ترنر ظاهر شد؛ او بعدتر با اسمیت وارد رابطه شد و در همین دوره، اسمیت شخصیت اصلی فیلم به دنبال ایمی را برای او نوشت. اتان سوپلی در نقش ویلیام بلک انتخاب شد، درحالی‌که قرار بود اسکات موژر این نقش را بازی کند، اما کارگردان و تهیه‌کنندگان آن‌قدر از بازی سوپلی رضایت داشتند که نقش را به او دادند.
سخت‌ترین انتخاب برای نقش‌آفرینی، مربوط به شخصیت جی بود، زیرا یونیورسال نمی‌خواست جیسون موس این نقش را بازی کند، با وجود اینکه او در فروشنده‌ها همین نقش را ایفا کرده و شخصیت جی براساس خود او ساخته شده بود. موس مجبور شد در کنار بازیگرانی مانند ست گرین و برکین مایر برای این نقش تست بازی بدهد. اسمیت همچنین گفته بود که نقش جرد سوِنینگ را برای ویلیام آترتون نوشته بود، اما آترتون تمایلی به بازی در نقش نقش ثابت نداشت.
اسمیت قصد داشت فیلم را در Seaview Square Mall در اوشن، نیوجرسی فیلم‌برداری کند، اما به‌دلیل پایین‌تر بودن هزینه‌های تولید، فیلم در مرکز خرید ایدن پریری ضبط شد.

## بازخورد
در روز جمعهٔ اکران، فیلم در ۸۰۰ سالن حدود ۴۰۰ هزار دلار فروش داشت، و در آخر هفتهٔ افتتاحیه‌اش به رقم ۱٫۲ میلیون دلار رسید. در مجموع فروش گیشهٔ فیلم به ۲٬۱۲۲٬۵۶۱ دلار رسید.
پاساژگردها هنگام اکران با انتقادهای زیادی روبه‌رو شد و بسیاری آن را با فیلم نخست اسمیت، یعنی فروشنده‌ها، مقایسه کرده و ضعیف‌تر دانستند. راجر ایبرت، منتقد برجسته، در نقدی منفی به فیلم ۱٫۵ ستاره از ۴ داد و نوشت: «پیش از اکران *پاساژگردها*، در نشستی که من مدیریت می‌کردم، کوین اسمیت صادقانه گفت که حاضر است هر کاری را که استودیو بخواهد انجام دهد، اگر آن‌ها هزینهٔ ساخت فیلمش را بدهند. من آن موقع فکر کردم شوخی می‌کند.»
در برنامهٔ تلویزیونی سیسکل و ایبرت، همکار ایبرت، جین سیسکل گفت: «من تمام مدت فیلم *پاساژگردها* بی‌هیچ خنده‌ای نشستم. باورم نمی‌شد این فیلم را همان گروه سازندهٔ فیلم فروشنده‌ها ساخته باشند.» او شوخی‌های فیلم را «کهنه و تکراری» دانست و به تماشاگران پیشنهاد کرد به‌جای تماشای این فیلم، فروشنده‌ها را کرایه کنند.
در راتن تومیتوز، فیلم بر پایهٔ ۴۸ نقد، امتیاز ۵۸٪ را کسب کرده و میانگین امتیاز آن ۵٫۶ از ۱۰ است. اجماع منتقدان این پایگاه چنین است: «پاساژگردها دنیای اسکیونیورس را با رنگ و لعاب بیشتری گسترش می‌دهد، هرچند که جاذبهٔ شوخ‌طبعانه‌اش نسبت به اثر محبوب قبلی‌اش کم‌رنگ‌تر شده است.»
در متاکریتیک، فیلم بر پایهٔ ۱۸ نقد، امتیاز ۴۱ از ۱۰۰ را گرفته که نشان‌دهندهٔ «نقدهای ترکیبی یا متوسط» است.